# John Joseph Carberry
John Joseph Carberry, ameriški rimskokatoliški duhovnik, škof in kardinal, * 31. julij 1904, Brooklyn, New York, † 17. junij 1998.

## Življenjepis
28. julija 1929 je prejel duhovniško posvečenje.
3. maja 1956 je bil imenovan za škofa pomočnika Lafayetta in za naslovnega škofa Elisa; 25. julija istega leta je prejel škofovsko posvečenje in 22. avgusta je bil še ustoličen. 20. novembra 1957 je nasledil škofovski položaj. 
Pozneje je zasedel še dva druga škofovska položaja: 20. januarja 1965 škof Columbusa (ustoličen 25. marca istega leta) in 14. februarja 1968 nadškof Saint Louisa (ustoličen 25. marca istega leta).
28. aprila 1969 je bil povzdignjen v kardinala in istočasno imenovan za kardinal-duhovnika S. Giovanni Battista de' Rossi.
Upokojil se je 31. julija 1979.